# Il caso Scafroglia
Il caso Scafroglia è stato un programma televisivo satirico andato in onda su Rai 3 dal 4 novembre al 18 dicembre 2002, scritto da Corrado Guzzanti, Andrea Purgatori, Gabriella Ruisi e Andrea Salerno, con la collaborazione di Andrea Blarzino e Curzio Maltese. La trasmissione ebbe un grande successo nonostante la fascia oraria scomoda (alle 23:30, mezz'ora il martedì e il venerdì, 10 minuti il lunedì e il mercoledì, 40 minuti la domenica con il meglio di), che tra l'altro spesso non veniva rispettata, raddoppiando il consueto pubblico di Rai 3 con punte fino al 12-14% di share.

## Trama
La trasmissione si proponeva di far luce su un caso (naturalmente di fantasia) di una persona scomparsa, Mario Scafroglia, con riferimento alla trasmissione Chi l'ha visto?. L'ipotesi era che l'uomo avesse fatto perdere volontariamente le proprie tracce, il che offriva in ogni puntata nuovi spunti di riflessione per approfondire in chiave satirica temi di attualità, politica e costume, svelando le contraddizioni e la confusione continua della TV italiana, nel tentativo di capire i motivi che avevano spinto Scafroglia a fuggire. In questo modo, Guzzanti voleva dare spazio a notizie a cui i telegiornali non davano sufficiente importanza o spiegarle da un altro punto di vista.
Alla fine dell'ultima puntata si scopre che Mario Scafroglia altri non è che lo stesso presentatore, che quel 10 maggio, partito con l'idea di ritirare il certificato elettorale (per votare alle elezioni del 13 maggio), aveva poi deviato il percorso per andare in una discoteca a Brambate e, probabilmente sbronzo, aveva tamponato tre auto targate Milano (da qui il nome mimimmi, i fantomatici abitanti di Marte) ed infine si era schiantato contro una quercia, distruggendo la macchina ed entrando in coma per un anno.
Non c'è dunque nessuna trasmissione e nessuno studio televisivo: Mario Scafroglia si trova in una clinica per la sua riabilitazione dopo il risveglio dal coma. A chiarire definitivamente tutto sarà poi la telefonata dell''uomo con la casa in Abruzzo, che si scopre essere il fratello, e che era noto al pubblico a casa per essere l'ascoltatore che in ognuna delle puntate della serie interveniva telefonicamente, per contestare al conduttore prese di posizione che in realtà egli travisava a causa di doppi sensi e giochi di parole che lo ingannavano.

## La trasmissione
Corrado Guzzanti, oltre a curare la regia insieme a Igor Skofic e la scrittura, impersonava l'anonimo conduttore del programma, che racchiudeva in sé le peggiori caratteristiche del mondo dei media e dello spettacolo: morbosità, superficialità, disincanto e costante ricerca del sensazionalismo. Parodiando i programmi di informazione tuttologi, il conduttore passava dalla politica all'intrattenimento alla cronaca nera fino al dibattito sociologico. Ospite fisso era Padre Federico (Marco Marzocca), che incarnava il cliché del sacerdote codino e retrogrado, lontano dalla realtà e dalla gente comune e alla ricerca di una facile visibilità garantita dalle comparsate televisive. Vi era pertanto uno scontro continuo tra il perbenismo del sacerdote e il cinismo sprezzante del conduttore, che lo provocava in continuazione storpiandone il nome o con frecciate del tipo «Il vero Messia era Elvis», «I quattro Vangeli corrispondono ai segni di aria, di acqua, di terra e di fuoco», «Gli anni della liberazione sessuale, anni oscuri!» «Eh, insomma... C'è chi si è divertito.».
Il distacco dalla realtà di Padre Federico era evidente durante "L'angolo delle telefonate": un momento, presente in ogni puntata, nel quale il religioso intendeva rispondere alle chiamate dei giovani che tornavano dalle discoteche (il che, a suo dire, accadeva verso le ore 22-23), per proporsi come sorta di "telefono amico" per cercare di allontanarli dalla perdizione dell'alcol, della droga e delle corse in automobile. Invariabilmente non chiamava nessun giovane, bensì un solitario telespettatore dall'accento romano (impersonato ancora da Guzzanti): questi protestava vibratamente contro quanto detto durante la trasmissione, cadendo immancabilmente in esilaranti equivoci (per esempio "dare Grazia a Sofri", inteso come "dare a Sofri la direzione della rivista Grazia"; "la città dello Stato" anziché "laicità dello Stato"; l'arresto del tenore Caruso invece che l'attivista politico omonimo), e coglieva ogni volta l'occasione per parlare di una sua casa in Abruzzo. Nella prima puntata a chiamare era invece una anziana signora, Pinuccia (anche questa impersonata da Guzzanti), fan della trasmissione radiofonica dello stesso Padre Federico (in quanto sua unica compagnia), che apostrofava sempre con un Bravo, quant'è bravo!!! e di lei diceva sempre Sò sola, sò tanto sola.
Nel corso del programma, il conduttore e padre Federico commentavano le notizie della giornata. Uno degli argomenti su cui Guzzanti concentrò di più la sua attenzione fu l'accertamento in appello del reato di concorso esterno in associazione di tipo mafioso di cui fu riconosciuto colpevole Giulio Andreotti, quando questi ricopriva l'incarico di Presidente del Consiglio. Un altro argomento al centro del programma fu la manipolazione della storia ad opera dei partiti: dopo una rivisitazione in chiave satirica del caso Moro che suscitò qualche polemica, fu deciso di prendere una strada più giocosa con la fortunata serie di fanta-revisionismo storico di Fascisti su Marte.
Il talk show era intervallato da sketch dello stesso Guzzanti, basati su personaggi vecchi e nuovi:
- Vulvia, procace annunciatrice del canale scientifico Rieducational Channel;
- Gaetano Maria Barbagli, protagonista di Fascisti su Marte, una serie di cinegiornali che raccontavano la conquista del pianeta rosso da parte del regime fascista. Da questi sketch è stato tratto un anno dopo un cortometraggio[16] e quattro anni dopo, nel 2006, un film, Fascisti su Marte;[17]
- il boss mafioso che, rinchiuso in carcere assieme al suo picciotto (Marco Marzocca), traeva vantaggio dalle leggi in tema di giustizia del Governo Berlusconi II (allora in carica) ricusando tutti i giudici e scegliendo Honolulu come sede processuale;
- il massone, membro dell'immaginaria loggia dei Cavalieri della Uallera d'Oro, che oscurava la trasmissione impadronendosi delle frequenze per dare delle comunicazioni di servizio ai confratelli per l'organizzazione di manovre eversive;
- Arnel (interpretato da Marzocca) e Gnol (Guzzanti), due domestici filippini al servizio del conduttore. Marco Marzocca, che interpreta qui Arnel per la prima volta, riprenderà il personaggio in altre trasmissioni come Takeshi's Castle e Zelig, dove acquisirà maggiore popolarità;
- il vecchio personaggio Lorenzo in qualità di critico cinematografico (caricatura di Enrico Ghezzi);
- imitazioni di personalità del calibro di Giulio Tremonti, Gabriele La Porta, Francesco Rutelli ed Edward Luttwak.

## Partecipanti
Alla trasmissione partecipò anche Caterina Guzzanti in più ruoli:
- una dottoressa incaricata di ricostruire il volto dello scomparso Scafroglia;
- una ragazza trasferita telematicamente in Svizzera, come fosse una somma di denaro, e lì prigioniera di un conto cifrato;
- una dislessica e vanesia Miss Italia;
- un cucciolo di NOCS russo, smarritosi all'interno degli studi della Rai durante le operazioni di cattura del consiglio d'amministrazione e della presa del palazzo;
- una psicologa (dottoressa Acceprane) interrogata a proposito della presunta timidezza di Dio;
- una giovane indemoniata alla quale Padre Federico tenta di fare un esorcismo per poi scoprire che ha soltanto una laringite;
- un angelo dal forte accento russo, mandato per punire il conduttore Antonio Socci, ma che invece sbaglia studio, entrando in quello de Il caso Scafroglia e annunciando un parto doloroso per il conduttore, il quale risponde negando questa possibilità, dato che lui usa il diaframma.

Da segnalare anche le partecipazioni di: Fiorella Mannoia, che, invitata per due puntate a parlare di problemi di attualità, si ritrova invece vittima di pesanti avances da parte del conduttore; Antonio Albanese, nei panni di un elettore di centrodestra cocainomane (personaggio i cui tratti riprenderà in futuro per un suo altro personaggio, Mino Martinelli); Francesca Reggiani nei panni di Marina Doria, moglie del principe di Savoia.